# Liste der Einträge im National Register of Historic Places in Methuen (Massachusetts)

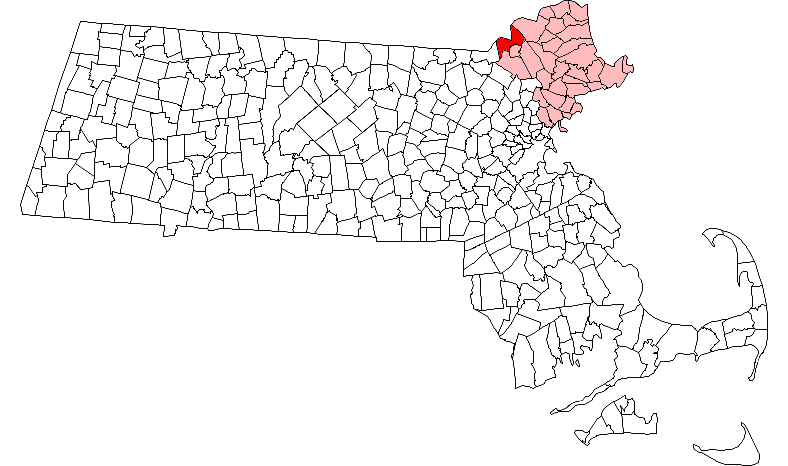
Lynn im Essex County

Die Liste der Einträge im National Register of Historic Places in Methuen enthält alle Einträge in das National Register of Historic Places auf dem Gebiet der Stadt Methuen im Bundesstaat Massachusetts der Vereinigten Staaten.
Die darüber hinausgehenden Einträge des Essex County sind in der Liste der Einträge im National Register of Historic Places im Essex County dargestellt.

## Legende
| NRHP | Historic Place    |
| HD   | Historic District |

## Aktuelle Einträge in Methuen
| [ 1 ] | Name                                         | Bild                                         | Eintragsdatum                 | Lage                                                  | Ort     | Beschreibung                                         |
| ----- | -------------------------------------------- | -------------------------------------------- | ----------------------------- | ----------------------------------------------------- | ------- | ---------------------------------------------------- |
| 1     | Arlington Mills Historic District            | Arlington Mills Historic District            | 3. Jan. 1985 ID-Nr. 85000023  | 42° 42′ 56″ N, 71° 10′ 52″ W                          | Methuen | Erstreckt sich bis auf das Stadtgebiet von Lawrence. |
| 2     | Stephen Barker House                         | Stephen Barker House                         | 20. Jan. 1984 ID-Nr. 84002307 | 165 Haverhill St. 42° 42′ 24″ N, 71° 11′ 57″ W        | Methuen |                                                      |
| 3     | Bellevue Cemetery                            | Bellevue Cemetery                            | 3. Okt. 2003 ID-Nr. 03000993  | 170 May St. 42° 42′ 38,2″ N, 71° 11′ 10″ W            | Methuen |                                                      |
| 4     | J.E. Buswell House                           | J.E. Buswell House                           | 20. Jan. 1984 ID-Nr. 84002317 | 535-537 Prospect St. 42° 43′ 52″ N, 71° 9′ 43″ W      | Methuen |                                                      |
| 5     | Daddy Frye’s Hill Cemetery                   | Daddy Frye’s Hill Cemetery                   | 20. Jan. 1984 ID-Nr. 84002320 | East und Arlington Sts. 42° 43′ 31″ N, 71° 9′ 58″ W   | Methuen |                                                      |
| 6     | Terence Dolan House                          | Terence Dolan House                          | 20. Jan. 1984 ID-Nr. 84002323 | 478 Prospect St. 42° 43′ 30″ N, 71° 9′ 29″ W          | Methuen |                                                      |
| 7     | Double-arch Sandstone Bridge                 | Double-arch Sandstone Bridge                 | 20. Juni 1984 ID-Nr. 84002326 | Hampshire Rd. 42° 44′ 33″ N, 71° 12′ 29″ W            | Methuen |                                                      |
| 8     | Emerson House                                | Emerson House                                | 20. Jan. 1984 ID-Nr. 84002351 | 58 Ayers Village Rd. 42° 42′ 27″ N, 71° 10′ 19″ W     | Methuen |                                                      |
| 9     | Capt. Oliver Emerson Homestead               | Capt. Oliver Emerson Homestead               | 20. Jan. 1984 ID-Nr. 84002347 | 133 North St. 42° 46′ 38″ N, 71° 10′ 50″ W            | Methuen |                                                      |
| 10    | G.B. Emmons House                            | G.B. Emmons House                            | 20. Jan. 1984 ID-Nr. 84002353 | 283 Broadway 42° 43′ 44″ N, 71° 11′ 18″ W             | Methuen |                                                      |
| 11    | First Baptist Church                         | First Baptist Church                         | 20. Jan. 1984 ID-Nr. 84002365 | 253 Lawrence St. 42° 43′ 41″ N, 71° 11′ 6″ W          | Methuen |                                                      |
| 12    | First Church Congregational                  | First Church Congregational                  | 1. Dez. 1978 ID-Nr. 78000461  | Pleasant und Stevens Sts. 42° 43′ 46″ N, 71° 11′ 8″ W | Methuen |                                                      |
| 13    | Urias Hardy House                            | Urias Hardy House                            | 20. Jan. 1984 ID-Nr. 84002367 | 50 Brown St. 42° 43′ 23″ N, 71° 10′ 48″ W             | Methuen |                                                      |
| 14    | House at 15-19 Park Street                   | House at 15-19 Park Street                   | 20. Jan. 1984 ID-Nr. 84002388 | 15-19 Park St. 42° 43′ 38″ N, 71° 11′ 5″ W            | Methuen |                                                      |
| 15    | House at 10 Park Street                      | House at 10 Park Street                      | 20. Jan. 1984 ID-Nr. 84002385 | 10 Park St. 42° 43′ 34″ N, 71° 11′ 9″ W               | Methuen |                                                      |
| 16    | House at 113-115 Center Street               | House at 113-115 Center Street               | 20. Jan. 1984 ID-Nr. 84002381 | 113-115 Center St. 42° 43′ 12″ N, 71° 10′ 49″ W       | Methuen | Teil des Arlington Mills Historic District.          |
| 17    | House at 13 Annis Street                     | House at 13 Annis Street                     | 20. Jan. 1984 ID-Nr. 84002387 | 13 Annis St. 42° 43′ 11″ N, 71° 10′ 44″ W             | Methuen | Teil des Arlington Mills Historic District.          |
| 18    | House at 136 Hampstead Street                | House at 136 Hampstead Street                | 20. Juni 1984 ID-Nr. 84002377 | 136 Hampstead St. 42° 46′ 35″ N, 71° 10′ 29″ W        | Methuen |                                                      |
| 19    | House at 23 East Street                      | House at 23 East Street                      | 20. Jan. 1984 ID-Nr. 84002382 | 23 East St. 42° 43′ 34″ N, 71° 10′ 39″ W              | Methuen |                                                      |
| 20    | House at 262-264 Pelham Street               | House at 262-264 Pelham Street               | 20. Jan. 1984 ID-Nr. 84002390 | 262-264 Pelham St. 42° 43′ 38″ N, 71° 13′ 31″ W       | Methuen |                                                      |
| 21    | House at 306 Broadway                        | House at 306 Broadway                        | 20. Jan. 1984 ID-Nr. 84002379 | 306 Broadway 42° 43′ 44″ N, 71° 11′ 22″ W             | Methuen |                                                      |
| 22    | House at 4 Birch Avenue                      | House at 4 Birch Avenue                      | 20. Jan. 1984 ID-Nr. 84002374 | 4 Birch Ave. 42° 43′ 40″ N, 71° 8′ 58″ W              | Methuen |                                                      |
| 23    | House at 491 Prospect Street                 | House at 491 Prospect Street                 | 20. Jan. 1984 ID-Nr. 84002396 | 491 Prospect St. 42° 43′ 39″ N, 71° 9′ 33″ W          | Methuen |                                                      |
| 24    | House at 50 Pelham Street                    | House at 50 Pelham Street                    | 20. Jan. 1984 ID-Nr. 84002392 | 50 Pelham St. 42° 43′ 32″ N, 71° 11′ 34″ W            | Methuen |                                                      |
| 25    | House at 526 Prospect Street                 | House at 526 Prospect Street                 | 20. Jan. 1984 ID-Nr. 84002394 | 526 Prospect St. 42° 43′ 43″ N, 71° 9′ 42″ W          | Methuen |                                                      |
| 26    | House at 9 Park Street                       | House at 9 Park Street                       | 20. Jan. 1984 ID-Nr. 84002384 | 9 Park St. 42° 43′ 35″ N, 71° 11′ 6″ W                | Methuen |                                                      |
| 27    | Johnson House                                | Johnson House                                | 20. Jan. 1984 ID-Nr. 84002398 | 8 Ditson Pl. 42° 43′ 38″ N, 71° 11′ 13″ W             | Methuen |                                                      |
| 28    | Lawrence Street Cemetery                     | Lawrence Street Cemetery                     | 20. Jan. 1984 ID-Nr. 84002399 | Lawrence St. 42° 43′ 39″ N, 71° 10′ 57″ W             | Methuen |                                                      |
| 29    | Methuen Memorial Music Hall                  | Methuen Memorial Music Hall                  | 14. Dez. 1978 ID-Nr. 78000462 | 192 Broadway 42° 43′ 30″ N, 71° 11′ 8″ W              | Methuen |                                                      |
| 30    | Methuen Water Works                          | Methuen Water Works                          | 20. Jan. 1984 ID-Nr. 84002403 | Cross St. 42° 44′ 23″ N, 71° 12′ 53″ W                | Methuen |                                                      |
| 31    | Moses Morse House                            | Moses Morse House                            | 20. Jan. 1984 ID-Nr. 84002404 | 311 Pelham St. 42° 43′ 40″ N, 71° 14′ 1″ W            | Methuen |                                                      |
| 32    | Nevins Memorial Library                      | Nevins Memorial Library                      | 20. Jan. 1984 ID-Nr. 84002407 | 305 Broadway 42° 43′ 52″ N, 71° 11′ 25″ W             | Methuen |                                                      |
| 33    | Henry C. Nevins Home for Aged and Incurables | Henry C. Nevins Home for Aged and Incurables | 20. Jan. 1984 ID-Nr. 84002406 | 110 Broadway 42° 43′ 16″ N, 71° 10′ 58″ W             | Methuen |                                                      |
| 34    | Old Town Farm                                | Old Town Farm                                | 20. Jan. 1984 ID-Nr. 84002413 | 430 Pelham St. 42° 44′ 17″ N, 71° 14′ 33″ W           | Methuen |                                                      |
| 35    | Park Lodge                                   | Park Lodge                                   | 20. Jan. 1984 ID-Nr. 84002414 | 257 Lawrence St. 42° 43′ 40″ N, 71° 11′ 8″ W          | Methuen |                                                      |
| 36    | Joseph Perkins House                         | Joseph Perkins House                         | 20. Jan. 1984 ID-Nr. 84002416 | 297 Howe St. 42° 45′ 40″ N, 71° 10′ 8″ W              | Methuen |                                                      |
| 37    | Pleasant-High Historic District              | Pleasant-High Historic District              | 20. Juni 1984 ID-Nr. 84002417 | 42° 43′ 47″ N, 71° 11′ 9″ W                           | Methuen |                                                      |
| 38    | Searles High School                          | Searles High School                          | 20. Jan. 1984 ID-Nr. 84002431 | 41 Pleasant St. 42° 43′ 48″ N, 71° 11′ 2″ W           | Methuen |                                                      |
| 39    | James E. Simpson House                       | James E. Simpson House                       | 20. Jan. 1984 ID-Nr. 84002432 | 606 Prospect St. 42° 44′ 17″ N, 71° 9′ 59″ W          | Methuen | An American Craftsman Style bungalow                 |
| 40    | Spicket Falls Historic District              | Spicket Falls Historic District              | 20. Juni 1984 ID-Nr. 84002435 | 42° 43′ 36″ N, 71° 11′ 21″ W                          | Methuen |                                                      |
| 41    | Asie Swan House                              | Asie Swan House                              | 20. Jan. 1984 ID-Nr. 84002437 | 669 Prospect St. 42° 44′ 26″ N, 71° 10′ 1″ W          | Methuen |                                                      |
| 42    | Tenney Castle Gatehouse                      | Tenney Castle Gatehouse                      | 20. Jan. 1984 ID-Nr. 84002438 | 37 Pleasant St. 42° 43′ 46″ N, 71° 11′ 4″ W           | Methuen |                                                      |
| 43    | Turnpike House                               |                                              | 20. Jan. 1984 ID-Nr. 84002439 | 314 Broadway 42° 43′ 47″ N, 71° 11′ 24″ W             | Methuen |                                                      |
| 44    | George A. Waldo House                        | George A. Waldo House                        | 20. Jan. 1984 ID-Nr. 84002441 | 233 Lawrence St. 42° 43′ 39″ N, 71° 11′ 0″ W          | Methuen |                                                      |
| 45    | Walnut Grove Cemetery                        | Walnut Grove Cemetery                        | 20. Jan. 1984 ID-Nr. 84002444 | Grove und Railroads Sts. 42° 43′ 23″ N, 71° 11′ 27″ W | Methuen |                                                      |